# تفاعل أسينغر
تفاعل أسينغر هو تفاعل متعدد المكونات من أجل الاصطناع العضوي لمركب 3-ثيازولين ومشتقاته ذات الصلة من المركبات الحلقية غير المتجانسة.
ينسب التفاعل إلى الكيميائي النمساوي فريدريش أسينغر Friedrich Asinger، الذي اكتشفه سنة 1956.

مثال على تفاعل أسينغر على الكيتونات

مثال على تفاعل أسينغر على الألدهيدات

## آلية التفاعل
يبدأ هذا التفاعل متعدد المكونات بمهاجمة مركب كربونيلي مهلجن في الموقع α لمركب بيكبريتيد الصوديوم ليشكل ثيول في وسط التفاعل، والذي يتفاعل بدوره مباشرةً مع المكون الكربونيلي والأمونيا ليشكل ناتج ثيازولين المطلوب.
يمكن إجراء التفاعل أيضاً باستخدام عنصر الكبريت؛ كما يمكن أن يستحصل على الناتج من تفاعل مركبات ثيوألدهيد أو ثيوكيتون مع الأمونيا.

## تطبيق مبدأ التفاعل على مركبات أخرى
جرت الاستفادة من مبدأ تفاعل أسينغر لتحضير مركبات صيدلانية أخرى، مثل بنيسيلامين ومشابهاته، والمصاوغات المرآتية للسيستئين.

اصطناع بنيسيلامين عبر تفاعل أسينغر